# مسجد قره‌باغی
مسجد قره باغی مربوط به دوره قاجار است و در تبریز، غرب محدوده بازار قدیم واقع شده و این اثر در تاریخ ۷ مهر ۱۳۸۱ با شمارهٔ ثبت ۶۴۰۷ به‌عنوان یکی از آثار ملی ایران به ثبت رسیده است.